# Riccardo Fissore
Riccardo Fissore (Carmagnola, 18 febbraio 1980) è un allenatore di calcio ed ex calciatore italiano, di ruolo difensore.

## Carriera
Calciatore
Cresciuto nel Torino, debutta nel calcio professionistico nel 1999 con la Juve Stabia, in Serie C1, dove gioca 27 partite con un gol.
Nell'estate del 2000 passa all'Inter e viene impiegato in una partita di Coppa Italia, venendo poi immediatamente dirottato al Lecce, con cui debutta in Serie A il 22 ottobre 2000 nella partita Reggina-Lecce (0-1). In Puglia colleziona solo 2 presenze sino al termine della stagione.
Riparte dal Torino che lo ingaggia nell'estate del 2001. Dopo aver trascorso in panchina tutta la prima parte della stagione (in Serie A) e giocando unicamente nel quarto d'ora finale della partita di Coppa Italia a Marassi contro la Sampdoria (quindi i tifosi granata, sul proprio campo non lo vedranno mai), viene ceduto al L.R. Vicenza nel gennaio del 2002: in maglia biancorossa disputa sei stagioni in Serie B, andando via dopo aver ha collezionato 162 presenze e 5 gol in gare di campionato.
A gennaio del 2008 passa, infatti, all'Atalanta riuscendo a collezionare due presenze nella massima serie. A giugno del 2008 torna a giocare tra i cadetti approdando al Mantova, dove gioca per due stagioni. Totalizza 31 presenze senza alcun gol all'attivo durante il campionato 2008-2009, mentre colleziona 18 presenze con un gol all'attivo (realizzato contro il Brescia) nel campionato successivo che termina con la retrocessione dei lombardi in Lega Pro.
Svincolatosi per il fallimento del Mantova, il 24 agosto 2010 passa allo Spezia in Prima Divisione.
Dopo una sola stagione in maglia bianconera, Fissore firma un contratto con il Pavia venendo presentato il 31 agosto come ultimo colpo di mercato degli azzurri. Vi rimane per due stagioni, senza scendere in campo nella seconda a causa della squalifica per il calcioscommesse.
Dopo la scadenza della squalifica, nell'agosto 2013 passa all'ambiziosa Turris, in Serie D, venendo però svincolato già a dicembre. Rimane però poco senza squadra perché, dopo alcuni giorni di prova, a fine gennaio firma per il Real Vicenza, in Seconda Divisione, tornando così nella città veneta dopo l'esperienza con la prima squadra cittadina, il L.R. Vicenza. Chiude la sua seconda esperienza in Veneto nell'estate 2014 e dal 21 luglio dello stesso anno passa al Pordenone in Lega Pro.
A fine stagione si svincola e a settembre 2015 firma un contratto annuale con la Maceratese neo promossa in Lega Pro. La squadra è la sorpresa del girone, veleggiando per tanti mesi nelle primissime posizioni. Fissore fa registrare 18 presenze. Nella stagione 2016/17 passa al Fondi, sempre il Lega Pro, collezionando 14 presenze prima di passare alla Pistoiese, per aggiungere sostanza alla difesa dell'ambiziosa compagine toscana.
Nella stagione 2017-2018 scende in serie D con il Delta Porto Tolle. La stagione successiva lo vede tra le compagini del Longare prima, nel campionato di Promozione, successivamente nel Valdagno.
Allenatore
Intraprende la carriera da allenatore nella stagione 21/22 con il ruolo di allenatore in seconda nella formazione del Montecchio Maggiore, formazione vicentina, militante in Eccellenza.

## Calcioscommesse
In seguito allo scandalo del calcioscommesse, l'8 maggio 2012 viene deferito dalla Procura federale della FIGC.
Il 1º giugno il procuratore federale Stefano Palazzi richiede per lui 3 anni e 9 mesi di squalifica.
Il 18 giugno in primo grado e il 6 luglio in secondo grado gli viene confermata la squalifica di 3 anni e 9 mesi.
L'11 aprile 2013, il TNAS derubrica il reato che ha commesso in omessa denuncia riducendogli la pena ad 1 anno e 2 mesi di squalifica.
Il 9 febbraio 2015 la procura di Cremona termina le indagini e formula per lui e altri indagati le accuse di associazione a delinquere e frode sportiva.

## Statistiche

### Presenze e reti nei club
| Stagione        | Squadra           | Campionato      | Campionato | Campionato | Coppe nazionali | Coppe nazionali | Coppe nazionali | Coppe continentali | Coppe continentali | Coppe continentali | Altre coppe | Altre coppe | Altre coppe | Totale | Totale |
| Stagione        | Squadra           | Comp            | Pres       | Reti       | Comp            | Pres            | Reti            | Comp               | Pres               | Reti               | Comp        | Pres        | Reti        | Pres   | Reti   |
| --------------- | ----------------- | --------------- | ---------- | ---------- | --------------- | --------------- | --------------- | ------------------ | ------------------ | ------------------ | ----------- | ----------- | ----------- | ------ | ------ |
| 1997-1998       | Torino            | B               | 0          | 0          | CI              | 0               | 0               | -                  | -                  | -                  | -           | -           | -           | 0      | 0      |
| 1998-1999       | Torino            | B               | 0          | 0          | CI              | 0               | 0               | -                  | -                  | -                  | -           | -           | -           | 0      | 0      |
| 1999-2000       | Juve Stabia       | C1              | 27         | 1          | CI              | 3               | 0               | -                  | -                  | -                  | -           | -           | -           | 30     | 1      |
| ago. 2000       | Inter             | A               | 0          | 0          | CI              | 1               | 0               | UCL+CU             | 0                  | 0                  | SI          | 0           | 0           | 1      | 0      |
| set. 2000-2001  | Lecce             | A               | 2          | 0          | CI              | -               | -               | -                  | -                  | -                  | -           | -           | -           | 2      | 0      |
| ago.-dic 2001   | Torino            | A               | 0          | 0          | CI              | 1               | 0               | -                  | -                  | -                  | -           | -           | -           | 1      | 0      |
| Totale Torino   | Totale Torino     | Totale Torino   | 0          | 0          |                 | 1               | 0               |                    | -                  | -                  |             | -           | -           | 1      | 0      |
| gen.-giu. 2002  | Vicenza           | B               | 10         | 0          | CI              | -               | -               | -                  | -                  | -                  | -           | -           | -           | 10     | 0      |
| 2002-2003       | Vicenza           | B               | 22         | 1          | CI              | 6               | 0               | -                  | -                  | -                  | -           | -           | -           | 28     | 1      |
| 2003-2004       | Vicenza           | B               | 26         | 0          | CI              | 0               | 0               | -                  | -                  | -                  | -           | -           | -           | 26     | 0      |
| 2004-2005       | Vicenza           | B               | 39         | 2          | CI              | 3               | 0               | -                  | -                  | -                  | -           | -           | -           | 42     | 2      |
| 2005-2006       | Vicenza           | B               | 33         | 1          | CI              | 1               | 0               | -                  | -                  | -                  | -           | -           | -           | 34     | 1      |
| 2006-2007       | Vicenza           | B               | 33         | 1          | CI              | 1               | 0               | -                  | -                  | -                  | -           | -           | -           | 34     | 1      |
| ago.-dic. 2007  | Vicenza           | B               | 2          | 0          | CI              | 0               | 0               | -                  | -                  | -                  | -           | -           | -           | 2      | 0      |
| Totale Vicenza  | Totale Vicenza    | Totale Vicenza  | 165        | 5          |                 | 11              | 0               |                    | -                  | -                  |             | -           | -           | 176    | 5      |
| gen.-giu. 2008  | Atalanta          | A               | 2          | 0          | CI              | -               | -               | -                  | -                  | -                  | -           | -           | -           | 2      | 0      |
| 2008-2009       | Mantova           | B               | 31         | 0          | CI              | 1               | 0               | -                  | -                  | -                  | -           | -           | -           | 32     | 0      |
| 2009-2010       | Mantova           | B               | 19         | 1          | CI              | 2               | 0               | -                  | -                  | -                  | -           | -           | -           | 21     | 1      |
| Totale Mantova  | Totale Mantova    | Totale Mantova  | 50         | 1          |                 | 3               | 0               |                    | -                  | -                  |             | -           | -           | 53     | 1      |
| 2010-2011       | Spezia            | 1D              | 21         | 0          | CI+CI-LP        | 0               | 0               | -                  | -                  | -                  | -           | -           | -           | 21     | 0      |
| 2011-2012       | Pavia             | 1D              | 30+2       | 0          | CI-LP           | 0               | 0               | -                  | -                  | -                  | -           | -           | -           | 32     | 0      |
| 2012-2013       | Pavia             | 1D              | 0          | 0          | CI-LP           | 0               | 0               | -                  | -                  | -                  | -           | -           | -           | 0      | 0      |
| Totale Pavia    | Totale Pavia      | Totale Pavia    | 30+2       | 0          |                 | 0               | 0               |                    | -                  | -                  |             | -           | -           | 32     | 0      |
| 2013-gen. 2014  | Turris            | D               | 6          | 0          | CI+CI-D         | 0               | 0               | -                  | -                  | -                  | -           | -           | -           | 6      | 0      |
| gen.-giu. 2014  | Real Vicenza      | 2D              | 9          | 0          | CI-LP           | -               | -               | -                  | -                  | -                  | -           | -           | -           | 9      | 0      |
| 2014-2015       | Pordenone         | LP              | 24+2       | 2          | CI-LP           | 1               | 0               | -                  | -                  | -                  | -           | -           | -           | 27     | 2      |
| 2015-2016       | Maceratese        | LP              | 18+1       | 0          | CI-LP           | 0               | 0               | -                  | -                  | -                  | -           | -           | -           | 19     | 0      |
| 2016-gen. 2017  | Fondi             | LP              | 14         | 1          | CI-LP           | 0               | 0               | -                  | -                  | -                  | -           | -           | -           | 14     | 1      |
| gen.-giu. 2017  | Pistoiese         | LP              | 4          | 0          | CI-LP           | 0               | 0               | -                  | -                  | -                  | -           | -           | -           | 4      | 0      |
| 2017-2018       | Delta Porto Tolle | D               | 18         | 0          | CI-D            | 1               | 0               | -                  | -                  | -                  | -           | -           | -           | 19     | 0      |
| Totale carriera | Totale carriera   | Totale carriera | 395        | 10         |                 | 17              | 0               |                    | 0                  | 0                  |             | 0           | 0           | 412    | 10     |

### Cronologia presenze e reti in nazionale
| Cronologia completa delle presenze e delle reti in nazionale ― Italia under 21 | Cronologia completa delle presenze e delle reti in nazionale ― Italia under 21 | Cronologia completa delle presenze e delle reti in nazionale ― Italia under 21 | Cronologia completa delle presenze e delle reti in nazionale ― Italia under 21 | Cronologia completa delle presenze e delle reti in nazionale ― Italia under 21 | Cronologia completa delle presenze e delle reti in nazionale ― Italia under 21 | Cronologia completa delle presenze e delle reti in nazionale ― Italia under 21 | Cronologia completa delle presenze e delle reti in nazionale ― Italia under 21 |
| Data                                                                           | Città                                                                          | In casa                                                                        | Risultato                                                                      | Ospiti                                                                         | Competizione                                                                   | Reti                                                                           | Note                                                                           |
| ------------------------------------------------------------------------------ | ------------------------------------------------------------------------------ | ------------------------------------------------------------------------------ | ------------------------------------------------------------------------------ | ------------------------------------------------------------------------------ | ------------------------------------------------------------------------------ | ------------------------------------------------------------------------------ | ------------------------------------------------------------------------------ |
| 16-8-2000                                                                      | Pescara                                                                        | Italia under 21                                                                | 2 – 0                                                                          | Messico under 21                                                               | Amichevole                                                                     | -                                                                              |                                                                                |
| Totale                                                                         |                                                                                | Presenze                                                                       | 1                                                                              |                                                                                | Reti                                                                           | 0                                                                              |                                                                                |